# Kihalac
Kihalac falu Horvátországban, Sziszek-Monoszló megyében. Közigazgatásilag Glinához tartozik.

## Fekvése
Sziszek városától légvonalban 22, közúton 29 km-re délnyugatra, községközpontjától 5 km-re északkeletre, a Glinát Sziszekkel összekötő 37-es számú főút mentén Prekopa és Marinbrod között, a Glina folyó jobb partján fekszik.

## Története
Kihalac a környék számos településéhez hasonlóan a 17. század vége felé népesült be. 1696-ban a szábor a bánt tette meg a Kulpa és az Una közötti határvédő erők parancsnokává, melyet hosszas huzavona után 1704-ben a bécsi udvar is elfogadott. Ezzel létrejött a Báni végvidék, horvátul Banovina (vagy Banja), mely katonai határőrvidék része lett. 1745-ben megalakult a Glina központú első báni ezred, melynek fennhatósága alá ez a vidék is tartozott. 1881-ben megszűnt a katonai közigazgatás. A falunak 1857-ben 121, 1910-ben 101 lakosa volt. 1918-ban az új szerb-horvát-szlovén állam, majd később Jugoszlávia része lett. A második világháború idején a Független Horvát Állam része volt. 1991. június 25-én az akkor kikiáltott független Horvátország része lett. 1991 őszén a szerbek a falut elfoglalták és lerombolták, a horvát lakosságot elűzték. 1995. augusztus 8-án a Vihar hadművelettel foglalta vissza a horvát hadsereg. A településnek 2011-ben 50 lakosa volt, akik mezőgazdasággal és állattartással foglalkoztak.

## Népesség
| Lakosság változása | Lakosság változása | Lakosság változása | Lakosság változása | Lakosság változása | Lakosság változása | Lakosság változása | Lakosság változása | Lakosság változása | Lakosság változása | Lakosság változása | Lakosság változása | Lakosság változása | Lakosság változása | Lakosság változása | Lakosság változása |
| ------------------ | ------------------ | ------------------ | ------------------ | ------------------ | ------------------ | ------------------ | ------------------ | ------------------ | ------------------ | ------------------ | ------------------ | ------------------ | ------------------ | ------------------ | ------------------ |
| 1857               | 1869               | 1880               | 1890               | 1900               | 1910               | 1921               | 1931               | 1948               | 1953               | 1961               | 1971               | 1981               | 1991               | 2001               | 2011               |
| 121                | 92                 | 93                 | 103                | 94                 | 101                | 96                 | 98                 | 84                 | 83                 | 84                 | 82                 | 77                 | 75                 | 62                 | 50                 |